# أمركة

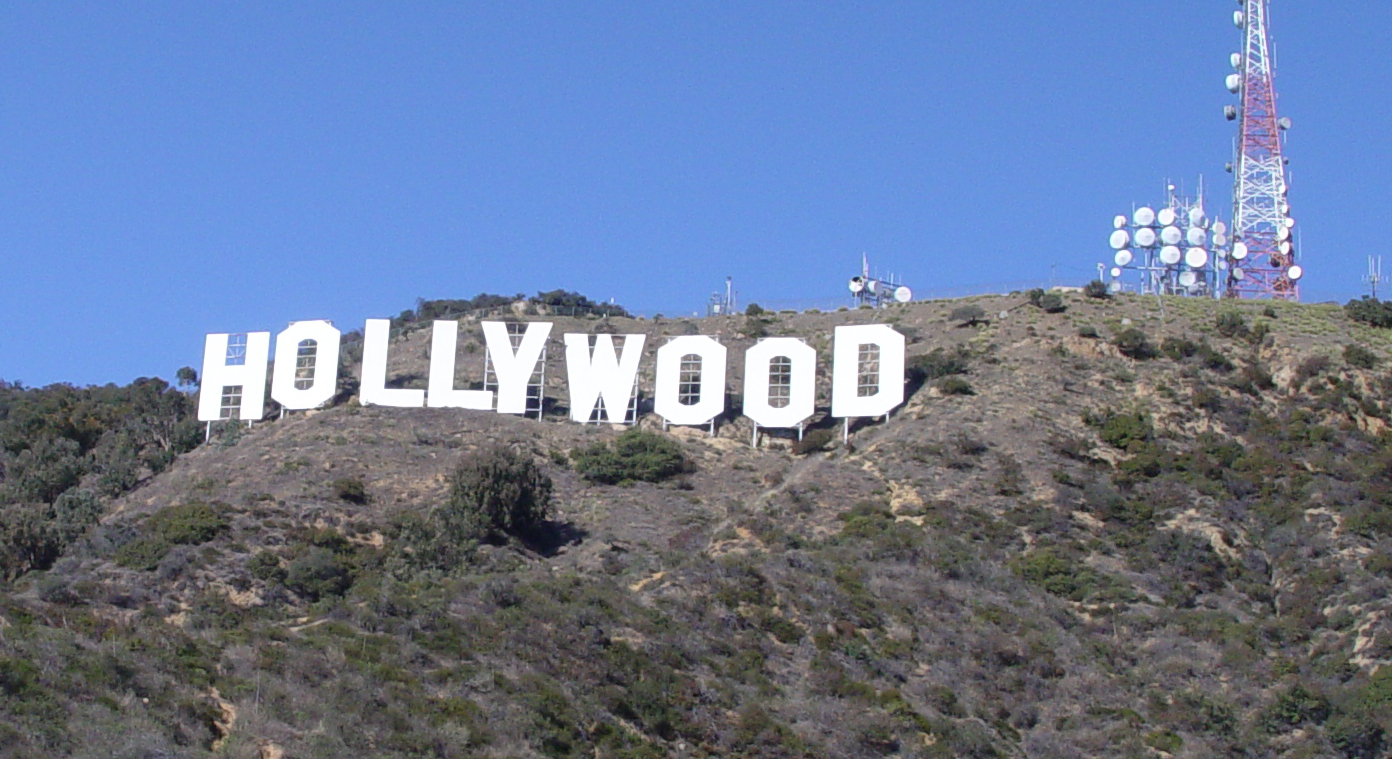
لافتة هوليوود

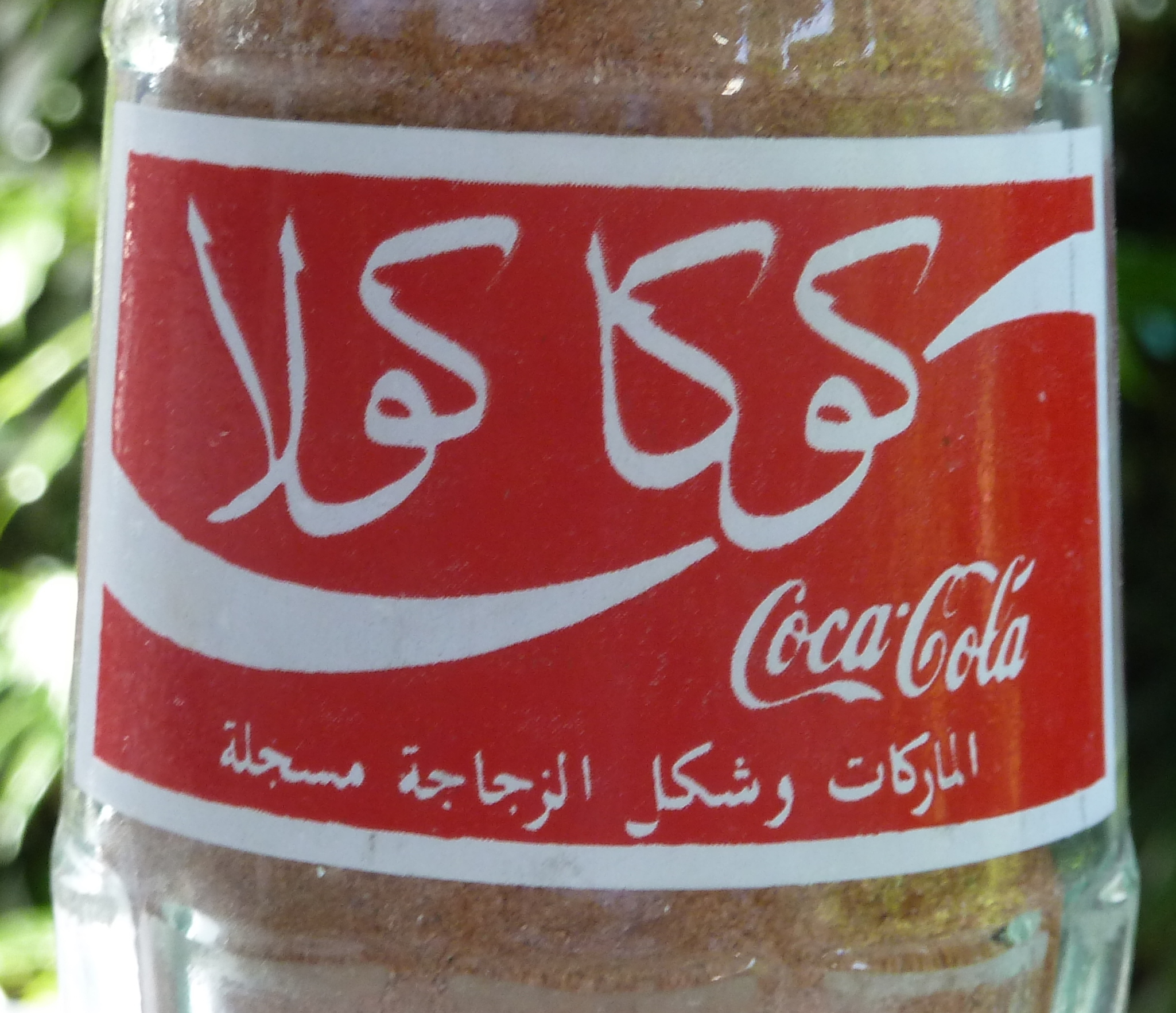
زجاجة كوكا كولا

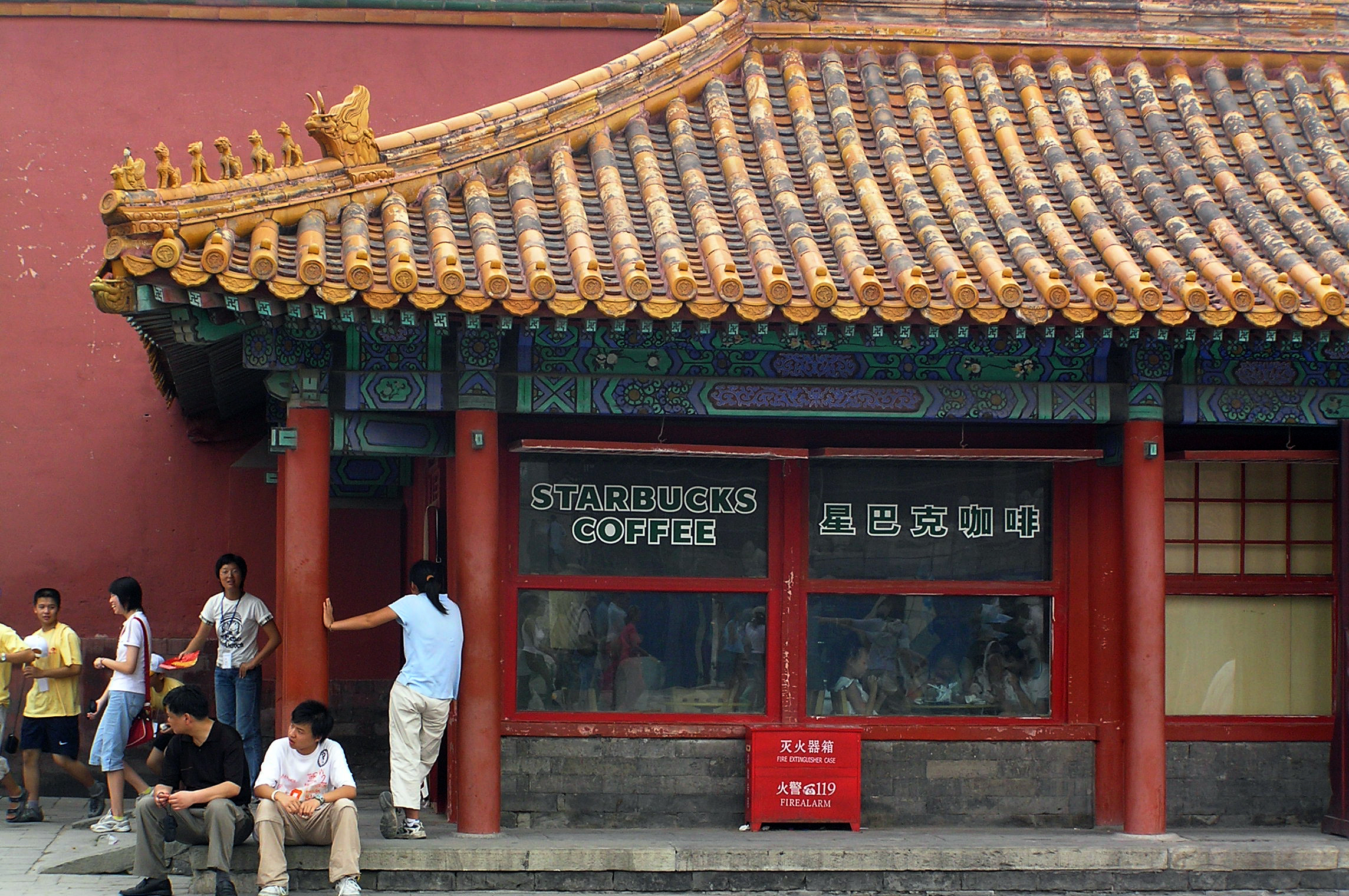
ستاربكس في المدينة المحرمة

الأمركة (بالإنجليزية: Americanization) هو مصطلح يشير إلى صبغ أي مجتمع أو فرد بالصبغة الأمريكية، ويشير إلى التأثير الأمريكي على مناطق العالم في شتى مجالات الحياة، بما فيها السيطرة الإعلامية والقوة السياسة والانتشار الثقافي والاقتصادي. المصطلح يستخدم منذ سنة 1907م. وتسعى أمريكا إلى أمركة العالم وذلك من خلال إعلامها وقوتها السياسية العسكرية والاقتصادية...الخ.

## وصلات خارجية
- الأمركة والكوكلة والعلمنة عبد الوهاب المسيري - الجزيرة